# Szabadkőművesség Magyarországon

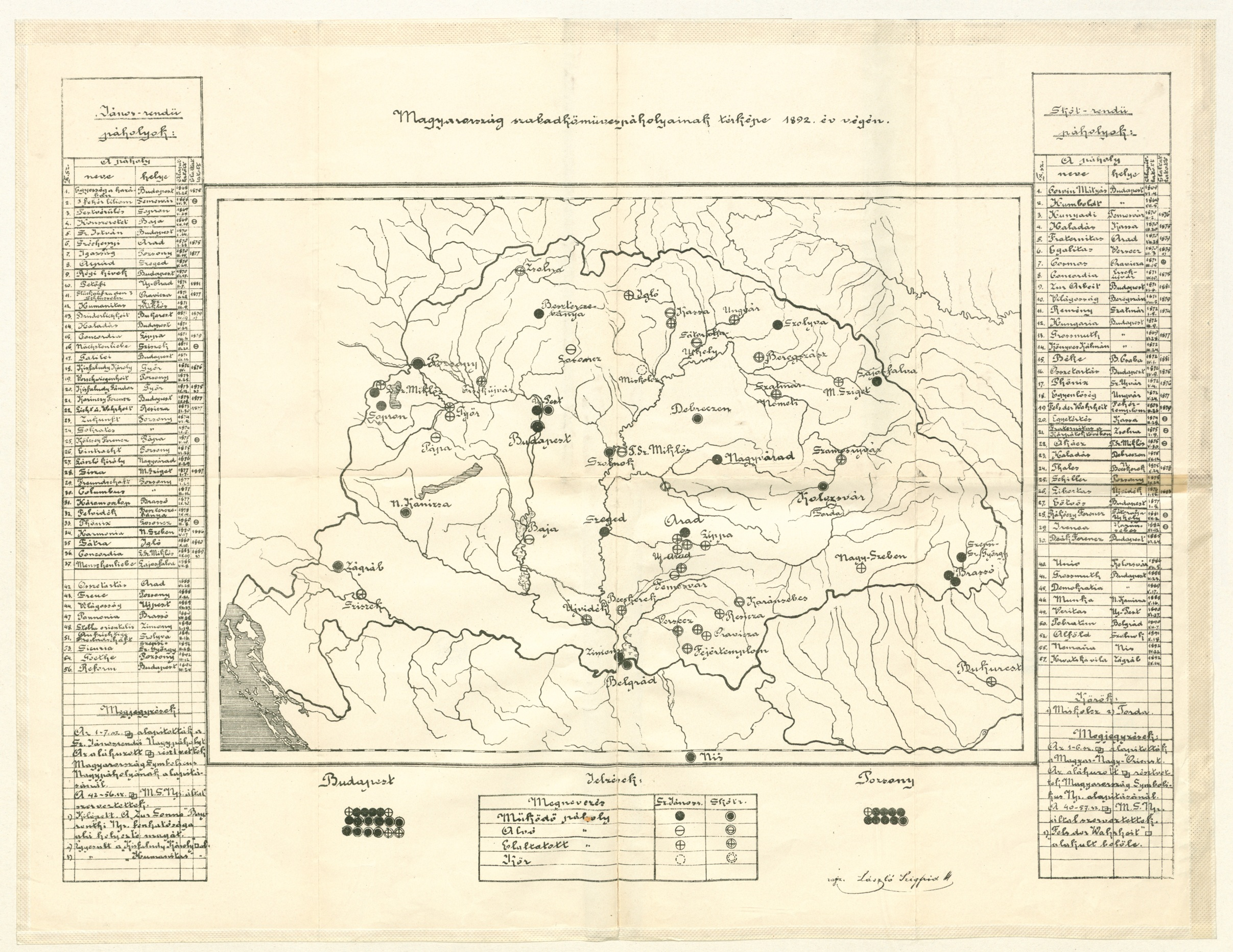
László Szigfrid – Magyarország szabadkőműves páholyainak térképe 1892 végén

Az Európában a felvilágosodást kísérő szabadkőművesség megjelent a Magyar Királyságban is.

## Kezdetek

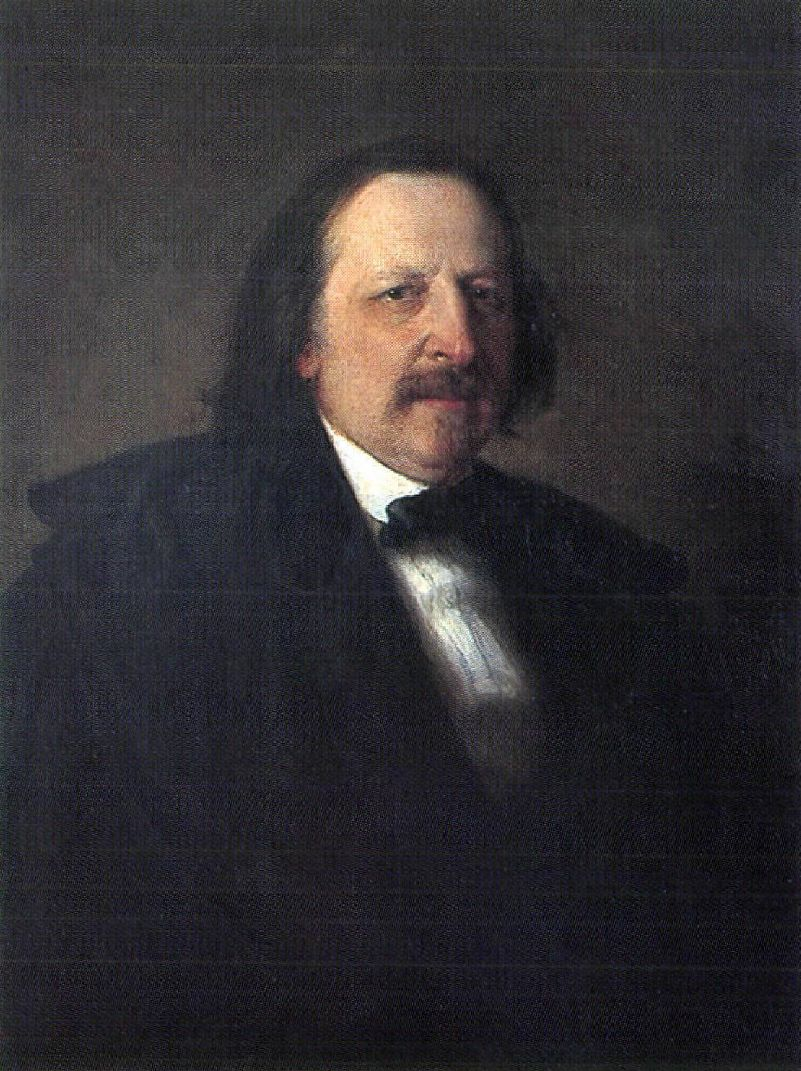
Pulszky Ferencnek a Magyarországi Jánosrendi Nagypáholy, majd a Magyarországi Symbolikus Nagypáholy nagymesterének Than Mór festette portréja (1873 körül)

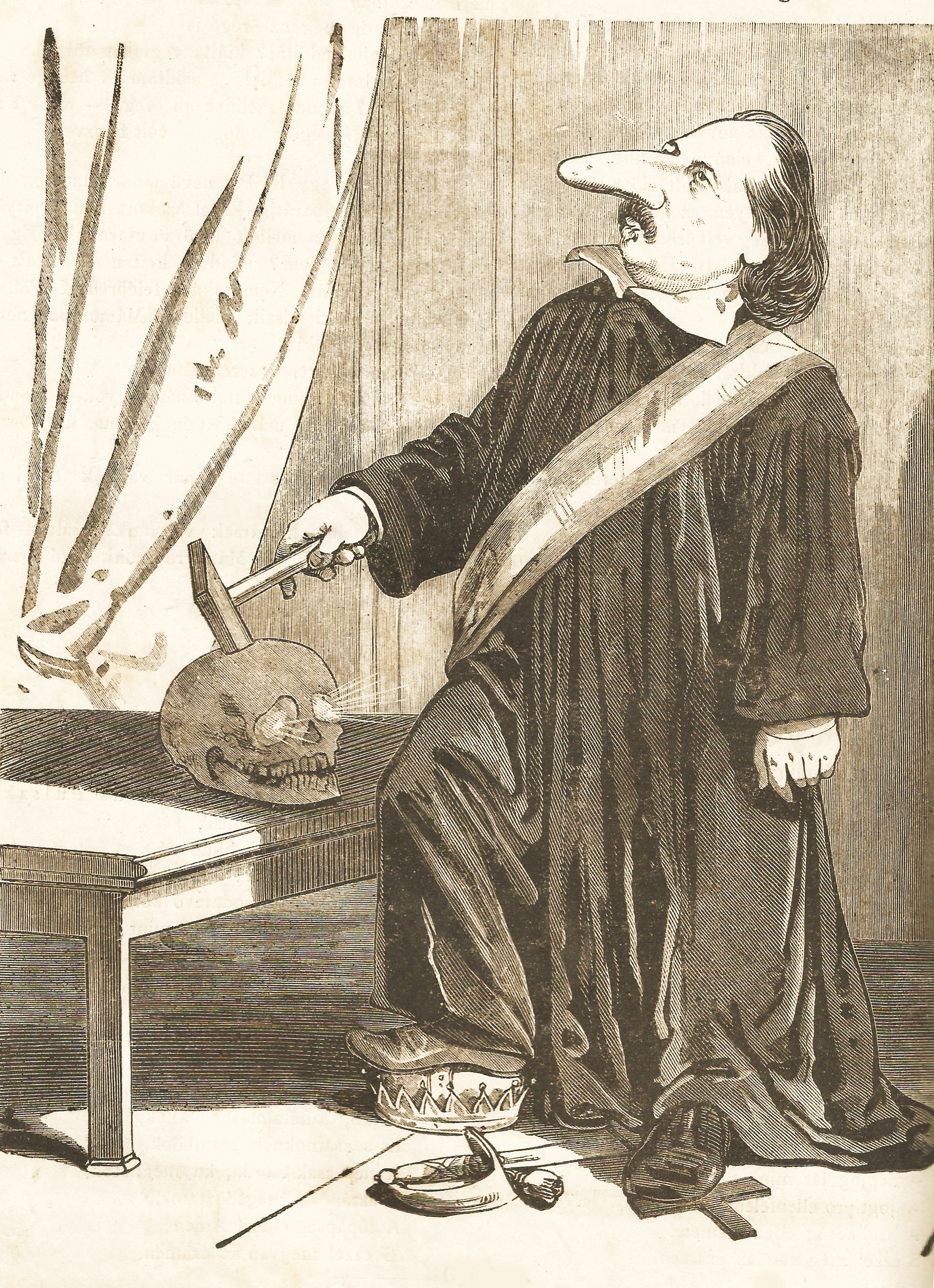
Jankó János karikatúrája Pulszky Ferencről a Magyarországi Jánosrendi Nagypáholy, majd a Magyarországi Symbolikus Nagypáholy nagymesteréről

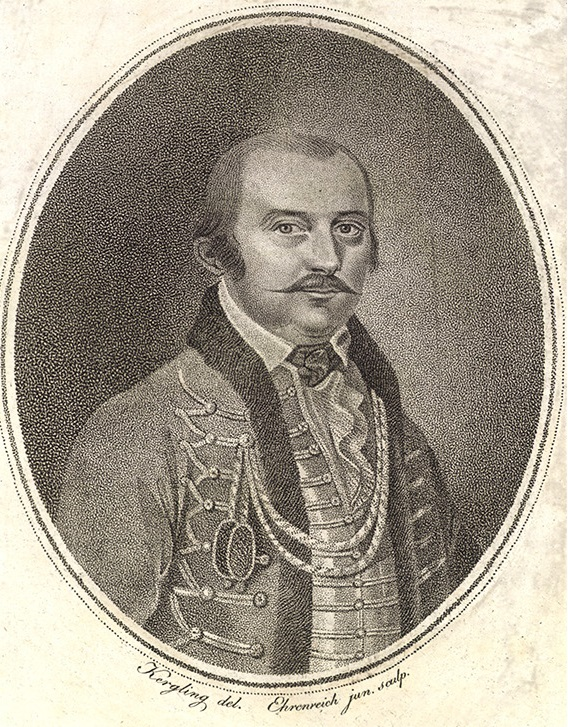
Jáprai Spissich János (1745–1804) Zala vármegye alispánja, a magyar jakobinus mozgalom tagja, a zalaegerszegi "A jó tanácshoz" nevű szabadkőműves páholy főmestere.

Az első ismert magyar szabadkőműves Esterházy Pál Antal volt, akit 1733-ban avattak fel Angliában. Az első szabadkőműves-páholy a Magyar Királyságban Brassóban alakult meg, 1749-ben. Ezt gyorsan követte a többi. A páholyok többnyire latin vagy német nyelven, illetőleg német vagy lengyel fennhatóság alatt működtek. Ebben az időben bécsi páholyokban is dolgoztak magyarok. Különös jelentőségük van a Mária Terézia udvarában szolgáló testőríróknak, így például Barcsay Ábrahámnak, Orczy Lőrincnek, vagy Báróczi Sándornak, utóbbi nevéhez fűződik az első nagyobb terjedelmű magyar szabadkőműves nyelvemlék. Ugyancsak Bécsben szabadkőműveskedett Born Ignác erdélyi szász származású természettudós, akiről minden valószínűség szerint Mozart A varázsfuvola Sarastro nagymesterét mintázta. De nem szűkölködtek a magyarországi páholyok sem jelentős személyiségekben, elegendő csak – a teljesség igénye nélkül – Kazinczy Ferenc, Pálóczi Horváth Ádám, Ráday Gedeon, Széchényi Ferenc vagy Kármán József nevét megemlíteni.
Gróf Draskovich János és gróf Niczky István 1775-ben sajátos rendszert hozott létre Magyarországi Szabadság szabadkőművessége néven (Latomia Libertatis sub corona Hungariae in Provinciam redactae), amely utóbb Draskovich-féle rendszerként vált ismertté. Ez a nagypáholy önállóan működött, nem kért és nem várt külföldi nagypáholyoktól pátenst és saját rituálét dolgozott ki és használt. Tevékenységében a hazai elmaradott állapotok megreformálását tűzte ki célul.
II. József igyekezett a szabadkőművességet a maga szolgálatába állítani, ennek megfelelően rendeletekkel szabályozta működését. A Martinovics-összeesküvést követő retorziók sorába tartozóan 1795-ben I. Ferenc császár egész birodalmában, így Magyarországon is betiltotta a szabadkőművességet.

## Kísérletek az újjáélesztésre

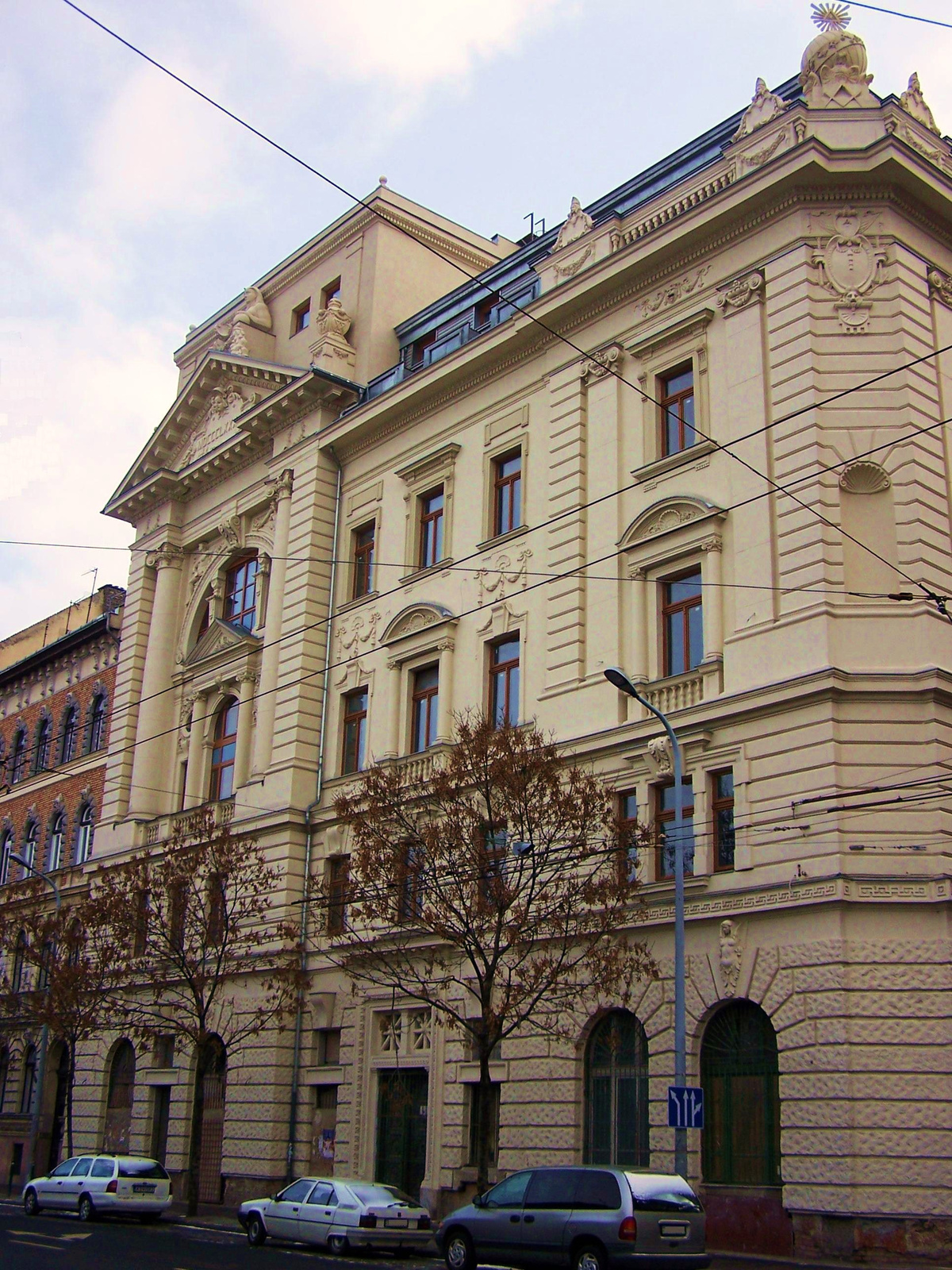
Az egykori Symbolikus Nagypáholy épülete a mai Budapest VI. kerületi Podmaniczky utca 45. alatt

Az 1848-as forradalom nyomán kialakuló szabadabb légkörben Thoma Mihály Ágoston összegyűjtötte a Pesten élő szabadkőműveseket, és megalapította a „A dicső fény hajnalához” páholyt, melybe Kossuth Lajos is kérte felvételét. (A páholy nevébe később beillesztették Kossuth nevét is.) A páholy működése megszűnt az osztrák csapatok bevonulása után.
1861-ben egy magyar nyelven dolgozó szabadkőműves-páholy szervezését kezdték meg Pesten. A „Szent István” páholy néhány hónap után megszűnt, mivel nem sikerült engedélyt kapni a legális működéséhez, ám így is jelentős lökést jelentett a magyarországi szabadkőművesség újraindítása felé.

## Újjászerveződés
Mintegy fél évvel a kiegyezést szentesítő törvények kihirdetése után, ezek alapján 1868 februárjában a belügyminiszter engedélyt adott szabadkőműves-páholyok alapítására Magyarországon. (Ezzel egy időben viszont Ausztriában nem kapott zöld utat a szabadkőművesség, ott továbbra is érvényben maradt az 1795-ös betiltás, úgyhogy az osztrák szabadkőművesek átjártak Magyarországra. Ennek oka az a sajátos osztrák belügyi rendelet volt, amely lehetővé tette, hogy a civil szervezeteket a hatóságok bármikor átvizsgálhassák, részt vehessenek üléseiken, és belenézhessenek az irataikba. Ebbe az osztrák szabadkőművesek – a szabadkőművesség jellegéből adódóan – nem egyezhettek bele.) Az elsőként megalapított „Egység a hazában” nevű páholy 1869-ben megkapta az Angol Nagypáholy elismerését és anyapáholyként, más páholyok létrehozását segítve működött. Ettől kezdve egymás után jöttek létre az angol, illetve a francia orientációjú - elsőként a Corvin Mátyás anyapáholy - magyarországi páholyok. Ezek egyesüléséből alakult meg először 1870-ben az angolszász rendszerhez tartozó háromfokozatú Jánosrendi Nagypáholy, melynek Pulszky Ferenc lett a nagymestere. Egy évre rá pedig a francia rendszerű, skót rítust (33 fok) használó Magyarország Nagy-Oriense, amelynek nagymestere Joannovics György politikus, közoktatási államtitkár lett. A Nagy-Oriens a János-rendi Nagypáhollyal hol együttműködve, hol rivalizálva dolgozott a szabadkőművesség hazai elterjesztése érdekében. 1875-ben Pulszky Ferenc támogatta Hadik-Barkóczy Ilona felvételét az ungvári Egyenlőség páholyba (amely a Nagy-Orienshez tartozott), ezért egy évig nem lehetett nagymester a saját nagypáholyában.

## A magyarországi szabadkőművesség aranykora
1886-ban a világon máig egyedülálló módon a két különböző orientáció, illetve nagypáholy egyesült, páholyaik megalapították a Magyarországi Symbolikus Nagypáholyt. Innentől 1919-ig datálhatjuk a magyar szabadkőművesség virágkorát: ebben az időben közel száz páholyban mintegy 11 ezer szabadkőműves működött, közöttük olyanok, mint Ady Endre, Balassa József, Bölöni György, Ignotus, Kernstok Károly, Mechwart András, Wekerle Sándor, Kosztolányi Dezső, Türr István, Pulszky Ferenc, Benedek Elek, Kresz Géza, Heltai Jenő, Bláthy Ottó Titusz és sokan mások. A szabadkőművesség érezhető súllyal jelen volt a dualizmus kori Magyarország társadalmában, és ez nem csupán az akkoriban szabadkőművesi közreműködéssel létrejött jótékonysági intézmények nagy számában mérhető, hanem jelentős hatást gyakorolt a kor szellemi miliőjére is.
1912-ben három páholy, a szombathelyi Horváth Boldizsár, a budapesti Renaissance és a szegedi Klauzál Gábor páholy létrehozta a Magyarországi Szabadkőművesek Reform Nagypáholyát. Ez a nagypáholy és páholyai a német FzAS (Freimaurerbundes Aufgehenden Zur Sonne) pátense alapján működött, s ezért a szimbolikusok irregulárisnak tartották.

## Betiltások

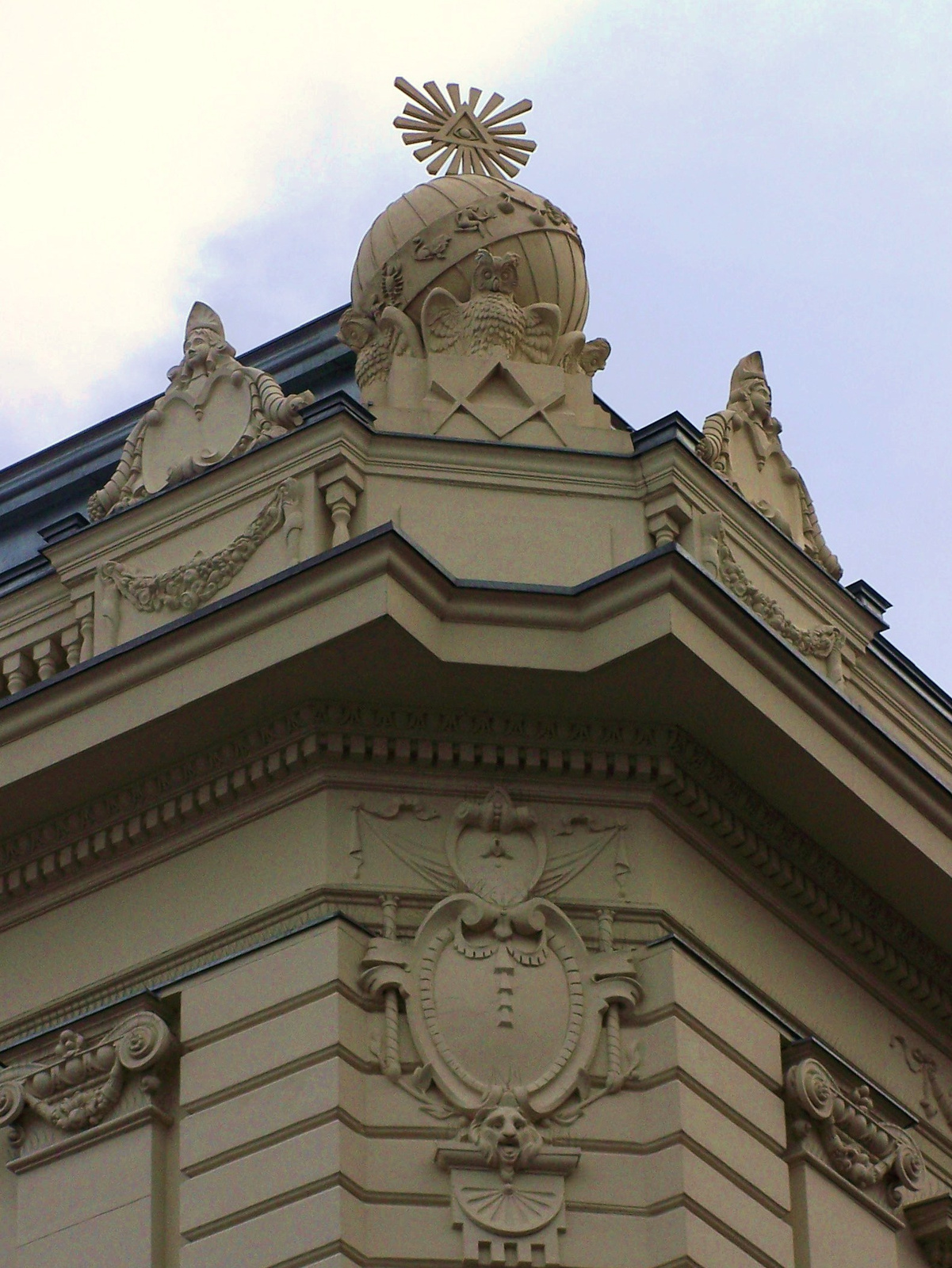
A budapesti Symbolikus Nagypáholy egykori székházának szállodává átalakított épületén jól megfigyelhetők a szabadkőműves jelképek

A Tanácsköztársaság korlátozta a szabadkőművesség működését Magyarországon, hasonlóan a többi polgári egyesülethez. A Horthy-korszakban Dömötör Mihály belügyminiszter 1920. május 18-i (1550/res) rendeletével betiltotta a szabadkőművességet a Magyar Királyság területén. A miniszteri rendelet indokolása szerint a szabadkőműves páholyok az „alapszabályaikban kitűzött, kormányhatóságilag is törvényesen elismert céljaik és feladatuk megvalósítása helyett, a politikai élet irányítására és a tényleges hatalomnak a kezükhöz ragadására terelték át egyleti tevékenységüket”.
Az MSzRN (Magyarországi Szabadkőművesek Reform Nagypáholya) nem tekintette magára nézve érvényesnek a betiltást, s legalább 1929-ig tovább működött. Alapító tagjai és vezetői (főmester, nagymester) a szombathelyi Zimmermann Károly építész, a budapesti Tuszkai Ödön orvos, a szegedi Kormányos Benő ügyvéd és a szintén szegedi Espersit János ügyvéd (József Attila és Vén Emil támogatója) voltak.

## Rövid működés
1945-ben a hatóságok újra engedélyezték a szabadkőműves-páholyok működését, a „Magyarországi Symbolikus Nagypáholy” azonban ezúttal csak öt évig működött: Benedek Marcell nagymester minden igyekezete és diplomáciai képessége ellenére, mivel az államszocializmussal nem férhetett össze a szabadkőművesség gondolati szabadsága, így a kommunista párt számára egyértelműen a nyugat oldalán állt, így 1950-ben Kádár János belügyminiszter rendeletével betiltották a páholyok működését.

## Napjaink
Ez így maradt 1989-ig, amikor az új egyesületi törvény lehetőségeivel élve a „Magyarországi Symbolikus Nagypáholy” újjáalakult. A bécsi szabadkőművesek segítségével négy páholy, a „Deák Ferenc”, az „Árpád”, a „Galilei” és az „Egyenlőség” újjáalakult ill. megalakult, majd létrehozta a nagypáholyt, amely tulajdonképpen a régi Jánosrendi Nagypáholy hagyományait folytatja, ugyanis az angolszász rendszerhez csatlakozott, így az UGLE elismeri reguláris nagypáholynak. Az ezzel egyet nem értő hazai szabadkőművesek 1992-ben létrehozták a Magyarországi Nagyoriens Nagypáholyt, amely a szabadkőművesség latin hagyományait folytatja, angol szempontból tehát irregulárisnak számít. A szimbolikusok nem ismerik el szabadkőművesnek az 1991-ben belga segítséggel alakult Tolerancia és Testvériség vegyes páholyt (Droit Humain rend) és az 1992-ben a párizsi székhelyű Grand Loge Feminine de France égisze alatt létrejött Napraforgó páholyt sem. Ezekkel a páholyokkal viszont a Nagyoriens jó viszonyt ápol, páholymunkájukat a Nagyoriens helyiségében végzik. A Droit Humain nemzetközi vegyes, egyenjogú férfi és női tagokkal működő rend magyar páholya 2011 óta már saját páholyban működik.